# Deleornis axillaris
El suimanga cabecigrís (Deleornis axillaris) es una especie de ave paseriforme de la familia Nectariniidae propia de África Central. Anteriormente se consideraba una subespecie del suimanga de Fraser, pero ahora se consideran especies separadas.

## Distribución
Se encuentra en la República Democrática del Congo y el oeste de Uganda.